# Arapgir

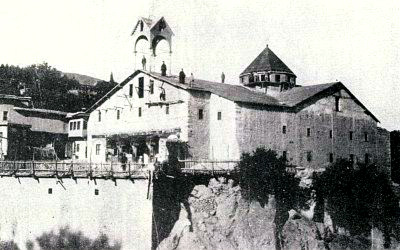
La Cattedrale Armena di Arapgir.

Arapgir o Arapkir (armeno:Արաբկիր), conosciuta come Arabraces durante il periodo ottomano, è una città e un distretto della provincia di Malatya, in Turchia.
È situata nei pressi del luogo in cui confluiscono il fiume Kara (detto Eufrate occidentale) ed il fiume Murat (detto Eufrate orientale), a formare il fiume Eufrate.
La città moderna è stata costruita nella metà del XIX secolo ed a circa tre chilometri a nord-est di essa vi è la città vecchia, ora chiamata Eskişehir ("vecchia città" in Turco).

## Storia
La storia della città risale all'852 a.C.. La vecchia Arapgir fu fondata da Seneqerim, l'ultimo sovrano del regno Armeno di Vaspurakan, nel 1021.
Rimase sotto controllo armeno e fu vassallo dell'Impero bizantino fino al 1070, quando i Selgiuchidi la conquistarono.
La città cadde poi in mano ottomana nel XIV secolo, entrando a far parte della Provincia di Mamuret-el-Aziz.
La città era famosa per le coltivazioni di uva e per i gelsi.
Arapgir fu teatro durante gli anni 30 del XIX secolo di un'importante crescita industriale in campo tessile, tanto che nel 1836 circa 1000 telai tessevano filati di cotone inglesi e, nel 1907, i telai erano circa 1200. La città crebbe fino a diventare il maggior centro della provincia.

## Popolazione
Secondo uno studio dell'Università di Cambridge, Arapgir nel 1880 aveva 4.800 case musulmane e 1.200 case armene, per una popolazione totale di circa 29.000 persone. Secondo uno studio dell'Università Tecnica del Medio Oriente la popolazione nel 1911 era di circa 20.000 unità, di cui oltre la metà  cristiani armeni ed il resto erano musulmani.
La produzione tessile subì una battuta d'arresto nel 1895 a causa dei Massacri Hamidiani, ma tornò ai livelli precedenti un anno dopo. La popolazione armena della città nel 1915 contava 33.000 persone.
A seguito del genocidio di quell'anno, la maggior parte della popolazione armena di Arapgir fu uccisa o fuggì nel paese d'origine. Nel 1922 gli ultimi 800 armeni di Arapgir si stabilirono nella Repubblica Socialista Sovietica Armena.
Gli armeni sfuggiti al genocidio provenienti da Arapgir si fermarono in gran parte nella capitale Erevan, nel distretto di Arabkir.

## I luoghi
Prima del 1915 Arapgir contava 7 chiese armene apostoliche: Surp Astvadzadzin, da non confondere con la cattedrale Grigor Lusavorich, Surp Kevork, Surp Hagob, Surp Nsha, Surp Pilibos Arakel e Surp Sarkis. Vi furono anche una chiesa cattolica, Surp Prgich, ed una chiesa protestante, Cuğran. Vi erano inoltre più di dieci scuole in città.
Poco è rimasto del periodo pre-bellico, ma si possono trovare ancora alcune case di origine armena.
La città ospita anche i resti di un castello, alcune moschee selgiuchide, un vecchio cimitero e miniere d'argento.